# Stadionul Flacăra (Năvodari)
Das Stadionul Flacăra (deutsch  Flacăra-Stadion) ist ein Fußballstadion in der rumänischen Stadt Năvodari. Es ist gegenwärtig das Heimstadion des Fußballvereins CS Năvodari. Das Stadion verfügt über 5.000 Plätze.